# 중화인민공화국의 행정 구역 코드 번호 (6구역)
이 문서는 중화인민공화국 서북 지방의 행정 구역 코드 번호이다.

## 코드 번호 체계

### 산시성: 610000
- 시안시 : 610100
  - 시할구 : 610101
  - 신청구 : 610102
  - 베이린구 : 610103
  - 롄후구 : 610104
  - 바차오구 : 610111
  - 웨이양구 : 610112
  - 옌타구 : 610113
  - 옌량구 : 610114
  - 린퉁구 : 610115
  - 창안구 : 610116
  - 가오링구 : 6101117
  - 후이구 : 610118
  - 란톈현 : 610122
  - 저우즈현 : 610124
- 퉁촨시 : 610200
  - 시할구 : 610201
  - 왕이구 : 610202
  - 인타이구 : 610203
  - 야오저우구 : 610204
  - 이쥔현 : 610222
- 바오지시 : 610300
  - 시할구 : 610301
  - 웨이빈구 : 610302
  - 진타이구 : 610303
  - 천창구 : 610304
  - 펑샹구 : 610305
  - 치산현 : 610323
  - 푸펑현 : 610324
  - 메이현 : 610326
  - 룽현 : 610327
  - 첸양현 : 610328
  - 린유현 : 610329
  - 펑현 : 610330
  - 타이바이현 : 610331
- 셴양시 : 610400
  - 시할구 : 610401
  - 친두구 : 610402
  - 양링구 : 610403
  - 웨이청구 : 610404
  - 싼위안현 : 610422
  - 징양현 : 610423
  - 첸현 : 610424
  - 리취안현 : 610425
  - 융서우현 : 610426
  - 창우현 : 610428
  - 쉰이현 : 610429
  - 춘화현 : 610430
  - 우궁현 : 610431
  - 싱핑시 : 610481
  - 빈저우시 : 610482
- 웨이난시 : 610500
  - 시할구 : 610501
  - 린웨이구 : 610502
  - 화저우구 : 610503
  - 퉁관현 : 610522
  - 다리현 : 610523
  - 허양현 : 610524
  - 청청현 : 610525
  - 푸청현 : 610526
  - 바이수이현 : 610527
  - 푸핑현 : 610528
  - 한청시 : 610581
  - 화인시 : 610582
- 옌안시 : 610600
  - 시할구 : 610601
  - 바오타구 : 610602
  - 안싸이구 : 610603
  - 옌창현 : 610621
  - 옌촨현 : 610622
  - 즈단현 : 610625
  - 우치현 : 610626
  - 간취안현 : 610627
  - 푸현 : 610628
  - 뤄촨현 : 610629
  - 이촨현 : 610630
  - 황룽현 : 610631
  - 황링현 : 610632
  - 쯔창시 : 610681
- 한중시 : 610700
  - 시할구 : 610701
  - 한타이구 : 610702
  - 난정구 : 610703
  - 청구현 : 610722
  - 양현 : 610723
  - 시샹현 : 610724
  - 몐현 : 610725
  - 닝창현 : 610726
  - 뤠양현 : 610727
  - 전바현 : 610728
  - 류바현 : 610729
  - 포핑현 : 610730
- 위린시 : 610800
  - 시할구 : 610801
  - 위양구 : 610802
  - 헝산구 : 610803
  - 푸구현 : 610822
  - 징볜현 : 610824
  - 딩볜현 : 610825
  - 쑤이더현 : 610826
  - 미즈현 : 610827
  - 자현 : 610828
  - 우부현 : 610829
  - 칭젠현 : 610830
  - 쯔저우현 : 610831
  - 선무시 : 610881
- 안캉시 : 610900
  - 시할구 : 610901
  - 한빈구 : 610902
  - 한인현 : 610921
  - 스취안현 : 610922
  - 닝산현 : 610923
  - 쯔양현 : 610924
  - 란가오현 : 610925
  - 핑리현 : 610926
  - 전핑현 : 610927
  - 바이허현 : 610929
  - 쉰양시 : 610981
- 상뤄시 : 611000
  - 시할구 : 611001
  - 상저우구 : 611002
  - 뤄난현 : 611021
  - 단펑현 : 611022
  - 상난현 : 611023
  - 산양현 : 611024
  - 전안현 : 611025
  - 자수이현 : 611026

### 간쑤성: 620000
- 란저우시 : 620100
  - 시할구 : 620101
  - 청관구 : 620102
  - 치리허구 : 620103
  - 시구구 : 620104
  - 안닝구 : 620105
  - 훙구구 : 620111
  - 융덩현 : 620121
  - 가오란현 : 620122
  - 위중현 : 620123
- 자위관시 : 620200
  - 시할구 : 620201
- 진창시 : 620300
  - 시할구 : 620301
  - 진촨구 : 620302
  - 융창현 : 620321
- 바이인시 : 620400
  - 시할구 : 620401
  - 바이인구 : 620402
  - 핑촨구 : 620403
  - 징위안현 : 620421
  - 후이닝현 : 620422
  - 징타이현 : 620423
- 톈수이시 : 620500
  - 시할구 : 620501
  - 친저우구 : 620502
  - 마이지구 : 620503
  - 칭수이현 : 620521
  - 친안현 : 620522
  - 간구현 : 620523
  - 우산현 : 620524
  - 장자촨 후이족 자치현 : 620525
- 우웨이시 : 620600
  - 시할구 : 620601
  - 량저우구 : 620602
  - 민친현 : 620621
  - 구랑현 : 620622
  - 톈주 티베트족 자치현 : 620623
- 장예시 : 620700
  - 시할구 : 620701
  - 간저우구 : 620702
  - 쑤난 위구족 자치현 : 620721
  - 민러현 : 620722
  - 린쩌현 : 620723
  - 가오타이현 : 620724
  - 산단현 : 620725
- 핑량시 : 620800
  - 시할구 : 620801
  - 쿵퉁구 : 620802
  - 징촨현 : 620821
  - 링타이현 : 620822
  - 충신현 : 620823
  - 좡랑현 : 620825
  - 징닝현 : 620826
  - 화팅시 : 620881
- 주취안시 : 620900
  - 시할구 : 620901
  - 쑤저우구 : 620902
  - 진타현 : 620921
  - 과저우현 : 620922
  - 쑤베이 몽골족 자치현 : 620923
  - 아커싸이 카자흐족 자치현 : 620924
  - 위먼시 : 620981
  - 둔황시 : 620982
- 칭양시 : 621000
  - 시할구 : 621001
  - 시펑구 : 621002
  - 칭청현 : 621021
  - 환현 : 621022
  - 화츠현 : 621023
  - 허수이현 : 621024
  - 정닝현 : 621025
  - 닝현 : 621026
  - 전위안현 : 621027
- 딩시시 : 621100
  - 시할구 : 621101
  - 안딩구 : 621102
  - 퉁웨이현 : 621121
  - 룽시현 : 621122
  - 웨이위안현 : 621123
  - 린타오현 : 621124
  - 장현 : 621125
  - 민현 : 621126
- 룽난시 : 621200
  - 시할구 : 621201
  - 우두구 : 621202
  - 청현 : 621221
  - 원현 : 621222
  - 탄창현 : 621223
  - 캉현 : 621224
  - 시허현 : 621225
  - 리현 : 621226
  - 후이현 : 621227
  - 량당현 : 621228
- 린샤 후이족 자치주 : 622900
  - 린샤시 : 622901
  - 린샤현 : 622921
  - 캉러현 : 622922
  - 융징현 : 622923
  - 광허현 : 622924
  - 허정현 : 622925
  - 둥샹족 자치현 : 622926
  - 지스산 바오안족 둥샹족 사라족 자치현 : 622927
- 간난 티베트족 자치주 : 623000
  - 허쭤시 : 623001
  - 린탄현 : 623021
  - 줘니현 : 623022
  - 저우취현 : 623023
  - 뎨부현 : 623024
  - 마취현 : 623025
  - 루취현 : 623026
  - 샤허현 : 623027

### 칭하이성: 630000
- 시닝시 : 630100
  - 시할구 : 630101
  - 청둥구 : 630102
  - 청중구 : 630103
  - 청시구 : 630104
  - 청베이구 : 630105
  - 황중구 : 630106
  - 다퉁 후이족 투족 자치현 : 630121
  - 황위안현 : 630123
- 하이둥시 : 630200
  - 시할구 : 630201
  - 러두구 : 630202
  - 핑안구 : 630203
  - 민허 후이족 투족 자치현 : 630222
  - 후주 투족 자치현 : 630223
  - 화룽 후이족 자치현 : 630224
  - 쉰화 사라족 자치현 : 630225
- 하이베이 티베트족 자치주 : 632200
  - 먼위안 후이족 자치현 : 632221
  - 치롄현 : 632222
  - 하이옌현 : 632223
  - 강차현 : 632224
- 황난 티베트족 자치주 : 632300
  - 퉁런시 : 632301
  - 젠자현 : 632322
  - 쩌쿠현 : 632323
  - 허난 몽골족 자치현 : 632324
- 하이난 티베트족 자치주 : 632500
  - 궁허현 : 632521
  - 퉁더현 : 632522
  - 구이더현 : 632523
  - 싱하이현 : 632524
  - 구이난현 : 632525
- 궈뤄 티베트족 자치주 : 632600
  - 마친현 : 632621
  - 반마현 : 632622
  - 간더현 : 632623
  - 다르현 : 632624
  - 주즈현 : 632625
  - 마둬현 : 632626
- 위수 티베트족 자치주 : 632700
  - 위수시 : 622701
  - 짜둬현 : 632722
  - 청둬현 : 632723
  - 즈둬현 : 632724
  - 낭첸현 : 632725
  - 취마라이현 : 632726
- 하이시 몽골족 티베트족 자치주 : 632800
  - 거얼무시 : 632801
  - 더링하시 : 632802
  - 망야시 : 632803
  - 우란현 : 632821
  - 두란현 : 632822
  - 톈쥔현 : 632823

### 닝샤 후이족 자치구: 640000
- 인촨시 : 640100
  - 시할구 : 640101
  - 싱칭구 : 640104
  - 시샤구 : 640105
  - 진펑구 : 640106
  - 융닝현 : 640121
  - 허란현 : 640122
  - 링우시 : 640181
- 스쭈이산시 : 640200
  - 시할구 : 640201
  - 다우커우구 : 640202
  - 후이눙구 : 640205
  - 핑뤄현 : 640221
- 우중시 : 640300
  - 시할구 : 640301
  - 리퉁구 : 640302
  - 훙쓰부구 : 640303
  - 옌츠현 : 640323
  - 퉁신현 : 640324
  - 칭퉁샤시 : 640381
- 구위안시 : 640400
  - 시할구 : 640401
  - 위안저우구 : 640402
  - 시지현 : 640422
  - 룽더현 : 640423
  - 징위안현 : 640424
  - 펑양현 : 640425
- 중웨이시 : 640500
  - 시할구 : 640501
  - 사포터우구 : 640502
  - 중닝현 : 640521
  - 하이위안현 : 640522

### 신장 위구르 자치구: 650000
- 우루무치시 : 650100
  - 시할구 : 650101
  - 톈산구 : 650102
  - 사이바커구 : 650103
  - 신스구 : 650104
  - 수이모거우구 : 650105
  - 터우툰허구 : 650106
  - 다반청구 : 650107
  - 미둥구 : 650109
  - 우루무치현 : 650121
- 커라마이시 : 650200
  - 시할구 : 650201
  - 두산쯔구 : 650202
  - 커라마이구 : 650203
  - 바이젠탄구 : 650204
  - 우얼허구 : 650205
- 투루판시 : 650400
  - 시할구 : 650401
  - 가오창구 : 650402
  - 산산현 : 650421
  - 퉈커쉰현 : 650422
- 하미시 : 650500
  - 시할구 : 650501
  - 이저우구 : 650502
  - 바리쿤 카자흐 자치현 : 650521
  - 이우현 : 650522
- 창지 후이족 자치주 : 652300
  - 창지시 : 652301
  - 푸캉시 : 652302
  - 후투비현 : 652323
  - 마나쓰현 : 652324
  - 치타이현 : 652325
  - 지무싸얼현 : 652327
  - 무러이 카자흐 자치현 : 652328
- 보얼타라 몽골 자치주 : 652700
  - 보러시 : 652701
  - 아라산커우시 : 652702
  - 징허현 : 652722
  - 원취안현 : 652723
- 바인골린 몽골 자치주 : 652800
  - 쿠얼러시 : 652801
  - 룬타이현 : 652822
  - 위리현 : 652823
  - 뤄창현 : 652824
  - 체모현 : 652825
  - 옌치 후이족 자치현 : 652826
  - 허징현 : 652827
  - 허숴현 : 652828
  - 보후현 : 652829
- 아크수 지구 : 652900
  - 아크수시 : 652901
  - 쿠차시 : 652902
  - 원쑤현 : 652922
  - 사야현 : 652924
  - 신허현 : 652925
  - 바이청현 : 652926
  - 우스현 : 652927
  - 아와티현 : 652928
  - 커핑현 : 652929
- 키질수 키르기스 자치주 : 653000
  - 아투스시 : 653001
  - 아커타오현 : 653022
  - 아허치현 : 653023
  - 우차현 : 653024
- 카슈가르 지구 : 653100
  - 카슈가르시 : 653101
  - 수푸현 : 653121
  - 수러현 : 653122
  - 잉지사현 : 653123
  - 쩌푸현 : 653124
  - 사처현 : 653125
  - 예청현 : 653126
  - 마이가이티현 : 653127
  - 웨푸후현 : 653128
  - 가스현 : 653129
  - 바추현 : 653130
  - 타슈쿠르간 타지크 자치현 : 653131
- 호탄 지구 : 653200
  - 호탄시 : 653201
  - 호탄현 : 653221
  - 모위현 : 653222
  - 피산현 : 653223
  - 뤄푸현 : 653224
  - 처러현 : 653225
  - 위톈현 : 653226
  - 민펑현 : 653227
- 이리 카자흐 자치주 : 654000
  - 이닝시 : 654002
  - 쿠이툰시 : 654003
  - 훠얼궈쓰시 : 654004
  - 이닝현 : 654021
  - 차부차얼 시버 자치현 : 654022
  - 훠청현 : 654023
  - 궁류현 : 654024
  - 신위안현 : 654025
  - 자오쑤현 : 654026
  - 터커쓰현 : 654027
  - 니러커현 : 654028
- 타청 지구 : 654200
  - 타청시 : 654201
  - 우쑤시 : 654202
  - 사완시 : 644203
  - 어민현 : 654221
  - 퉈리현 : 654224
  - 위민현 : 654225
  - 허부커싸이얼 몽골 자치현 : 654226
- 아러타이 지구 : 644300
  - 아러타이시 : 654301
  - 부얼진현 : 654321
  - 푸윈현 : 654322
  - 푸하이현 : 654323
  - 하바허현 : 654324
  - 칭허현 : 654325
  - 지무나이현 : 654326
- 부지급시 : 659000
  - 스허쯔시 : 659001
  - 아라얼시 : 659002
  - 투무수커시 : 659003
  - 우자취시 : 659004
  - 베이툰시 : 659005
  - 톄먼관시 : 659006
  - 솽허시 : 659007
  - 커커다라시 : 659008
  - 쿤위시 : 659009

## 같이 보기
- 중화인민공화국의 행정 구역
- 중화인민공화국의 행정 구역 코드 번호
  - 1구역
  - 2구역
  - 3구역
  - 4구역
  - 5구역